# Wilfried Nelissen

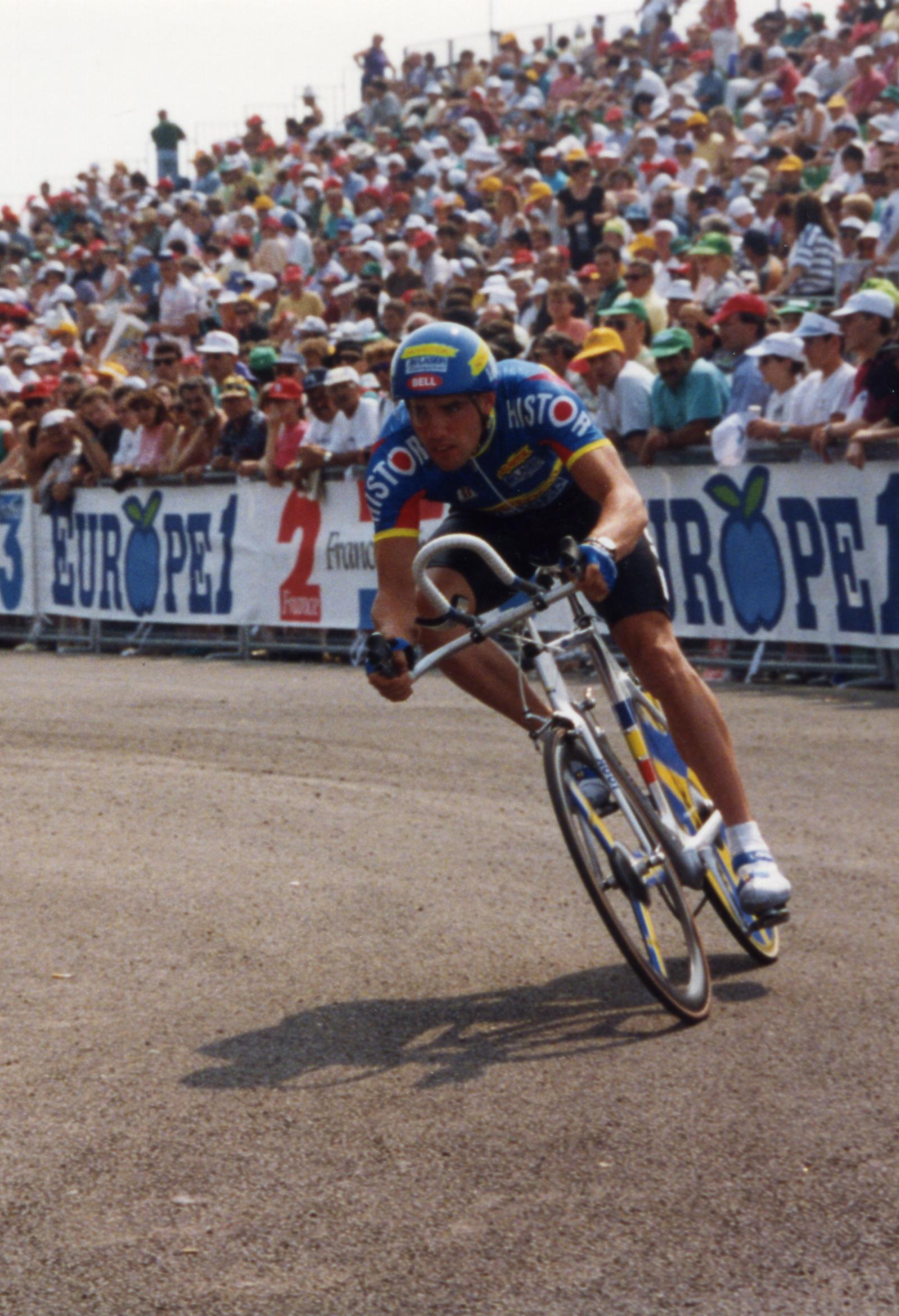
Wilfried Nelissen beim Prolog der Tour de France 1993

Wilfried Nelissen (* 5. Mai 1970 in Tongern) ist ein ehemaliger belgischer Radrennfahrer.
Er gewann 1986 bei der belgischen Meisterschaft der Jugend auf ungewöhnliche Art. Am Zielstrich waren weder er noch Serge Baguet im Zielfoto als Sieger auszumachen. Der belgische Verband setzte daraufhin zur Entscheidung um die Meisterschaft einen Sprint über 1000 Meter an, den dann Nelissen für sich entschied.
Wilfried Nelissen war Profi-Rennfahrer von 1991 bis 1998 und konnte in dieser Zeit 68 Siege erringen. Schon 1986 war er belgischer Jugendmeister auf der Straße geworden, was er 1990 als Amateur sowie 1994 und 1995 als Profi wiederholen konnte. Weitere Siege gelangen ihm 1991 bei der Tour de Picardie sowie im Flèche Hesbignonne-Cras Avernas, 1992 bei Paris–Bourges, 1993 und 1994 bei Omloop Het Volk und 1996 bei der Clásica de Almería. Viermal – 1992, 1993, 1994, 1995 – nahm Nelissen an der Tour de France teil. Bei seiner Teilnahme 1993 gewann er die zweite Etappe und trug zwei Tage lang das Gelbe Trikot.
Bei seinem Tour-Start im Jahr 1994 stürzte Nelissen schwer, als er bei einem Massensprint auf einen fotografierenden Polizisten prallte; auch der ihm folgende französische Fahrer Laurent Jalabert sowie andere Fahrer wurden in diesen Sturz verwickelt. Bei Gent–Wevelgem 1997 stürzte er erneut, als er gegen ein hölzernes Verkehrsschild fuhr, und er zog sich zahlreiche Brüche zu. Als Folge dieser Verletzungen musste er zwei Jahre später seine Radsport-Karriere beenden.
Von 2000 bis 2006 war Wilfried Nelissen, der für seine witzige und unterhaltsame Art bekannt ist, Sportlicher Leiter des semi-professionellen Teams „Tongers“ aus Limburg. Anschließend machte er sich mit einem Kurierdienst selbständig.